# Lubytino
Lubytino – osiedle typu miejskiego w Rosji, w obwodzie nowogrodzkim, centrum administracyjne rejonu lubytińskiego i lubytińskiego osiedla wiejskiego. W 2010 roku liczyło 2807 mieszkańców.